# Рубіжне (Брянська область)
Рубіжне (рос. Рубежное) — село в Климівському районі Брянської області Російської Федерації.
Населення становить 349 осіб. Входить до складу муніципального утворення Ситобудське сільське поселення.

## Історія
Населений пункт розташований у межах українського етно-культурного регіону Стародубщини.
Від 2005 року входить до складу муніципального утворення Ситобудське сільське поселення.

## Населення
| 2010 | 2013 |
| ---- | ---- |
| 389  | ↘349 |